# Powell River (Clinch River)
Der Powell River ist ein Fluss im Südwesten von Virginia und Osten von Tennessee in den USA.
Er hat seinen Ursprung im ländlichen Wise County nahe der Gemeinde Laurel Grove nordwestlich von Norton. Von dort fließt er mehrere Kilometer, bevor ihm bei Kent Junction der Roaring Fork zufließt.
Von Kent Junction sind es 301 Flusskilometer bis zur Mündung in den zum Norris Lake aufgestauten Clinch River. Das Einzugsgebiet umfasst 2429 km².
Clinch River und Powell River sind die einzigen Flüsse im oberen Tennessee-River-System, die noch frei fließende Oberläufe haben.
Die Lincoln Memorial University betreibt die Powell River Aquatic Research Station.
Diese befindet sich an der Tennessee State Route 63 am Übergang über den Powell River.
Das Forschungszentrum wurde im April 2008 eröffnet und widmet sich der Untersuchung von Wasserqualität, Flora, Fauna und verwandten Themen.